# Korey Cooper

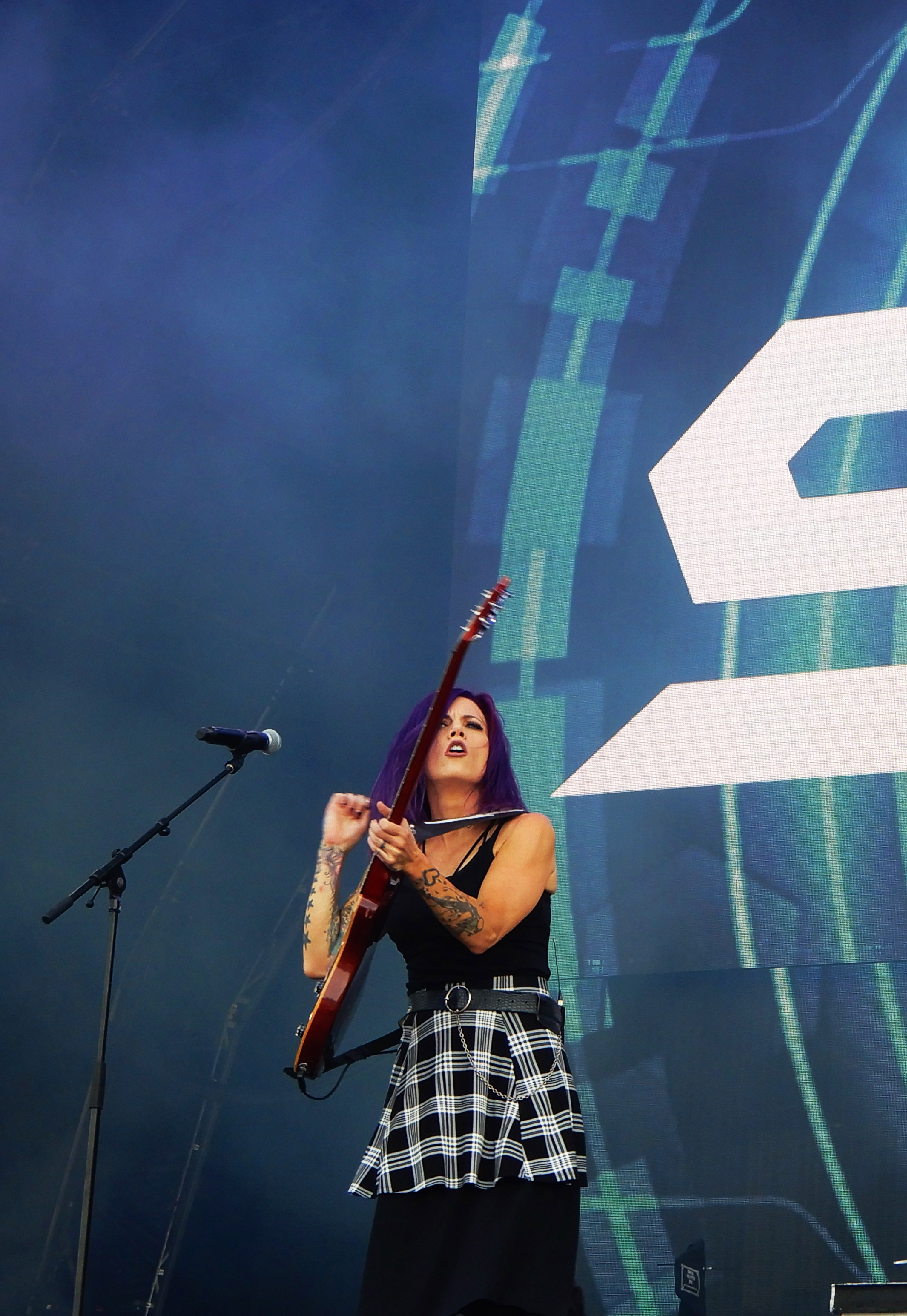
Korey Cooper au Hellfest 2022

Korey Cooper (née le 21 juillet 1972) est la guitariste et claviériste du groupe de hard rock américain Skillet. Son mari, John Cooper, est le chanteur et bassiste du groupe, ainsi que l'un des membres fondateurs. 
Avant de se joindre à Skillet, Korey était une membre de la Alkeme band avec Lori Peters (en), d'autres personnes de son église, et sa sœur.
Korey Cooper rejoint Skillet en 1999, entre les albums Hey You, I Love Your Soul et Invincible. Leur album Comatose a été certifié comme Or le 18 novembre 2009.

## Vie personnelle
Korey et John sont ensemble depuis le 1er mars 1997, ils ont deux enfants, Alexandria (née en 2002) et Xavier (né en 2005). 
Elle a également coécrit plusieurs chansons de Skillet avec son mari.